# Jalbotina
Jalbotina (em cirílico: Јалботина) é uma vila da Sérvia localizada no município de Pirot, pertencente ao distrito de Pirot, na região de Visok. Sua população era de 79 habitantes, segundo o censo de 2011.

## Demografia
| 1948 | 1953 | 1961 | 1971 | 1981 | 1991 | 2002 | 2011 |
| ---- | ---- | ---- | ---- | ---- | ---- | ---- | ---- |
| 439  | 421  | 371  | 290  | 202  | 122  | 104  | 79   |